# Religion en Serbie
 (janvier 2012).

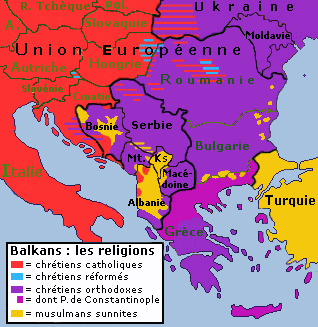
Religion dans les Balkans et l'Europe Danubienne

La Serbie est un pays où la pratique confessionnelle est libre.
La religion dominante est le christianisme orthodoxe de l’Église orthodoxe serbe, avec près de 90 % des croyants.
Les autres 10 % sont des chrétiens catholiques (vivant dans le nord en Voïvodine), ainsi que d'autres groupes religieux tels que des chrétiens  protestants et des juifs, 7 % au total.
Il existe aussi un Islam sunnite (la plupart vivant dans la région de Raška et la vallée de Presevo), qui représente 3,2% de la population.

## Chrétiens orthodoxes
Les chrétiens orthodoxes représentent en Serbie plus de 90 % des croyants (sans le Kosovo). On date la conversion des Serbes entre 867 et 870, et c’est dans cette période que l’on constate une explosion des prénoms chrétiens parmi les Serbes sous le règne du souverain Mutimir qui portait encore un prénom slave.
L'Orthodoxie, en grec Ορθοδοξία, en français, la foi droite (ou christianisme orthodoxe) descend en droite ligne des premières communautés chrétiennes (christianisme primitif) fondées par les apôtres de Jésus dans les provinces orientales de l'Empire romain et comptant quelque 200 millions de fidèles.
Le "christianisme orthodoxe" au sens moderne s'organise en de nombreuses Églises territoriales (et non nationales) qui forment ensemble l'« Église orthodoxe » ou « Communion orthodoxe » fidèle à la théologie des sept conciles du premier millénaire chrétien et au droit canon qui en découle. Jusqu'au schisme de 1054 ou séparation des Églises d'Orient et d'Occident, les Églises d'Occident (Église catholique romaine comprise) aussi sont orthodoxes, c'est-à-dire conformes à la théologie et au droit canon des sept conciles du premier millénaire.
L'expansion du christianisme s'inscrit, pour les Balkans comme ailleurs, dans la place du christianisme dans le monde romain de l'Antiquité classique puis tardive : évangélisations, conversions, interdictions, répressions, adoptions, hérésies, conciles...
La ville byzantine de Justiniana Prima (535-615), sur le site de Caričin Grad, près de l'actuelle Lebane, dans ce qui fut l'ancien royaume de Dardanie (en), est le siège de l'archevêché de Justiniana Prima (en), du diocèse de Dacie (créée à partir du diocèse de Mésie), sous l'empereur romain Justinien Ier. La ville est détruite par les Avars en 615.
L'expansion du christianisme au Moyen Âge dans les Balkans passe par la christianisation progressive des peuples slaves (en), globalement aux IXe et XIe siècles. L'œuvre de Cyrille et Méthode et de ceux qui les ont accompagnés est de longue durée.
L'archevêché d'Ohrid, titré « de Justiniana Prima et de toute la Bulgarie », est créé après 1018, à partir du patriarcat d'Ohrid (créé en 976), seul maintenu pendant la domination ottomane (à part le patriarcat œcuménique de Constantinople) en autocéphalie, et finalement aboli en 1677, juste avant la guerre russo-turque de 1768-1774.
La Grande guerre turque, qui a opposé l'Empire ottoman au Saint-Empire romain germanique sous le règne de la maison de Habsbourg entre 1683 et 1699, a constitué un tournant décisif dans l'histoire du Patriarcat de Peć. Pendant ces années-là, les relations entre les Musulmans et les Chrétiens des provinces européennes de l'Empire turc se sont durcies. En réponse à la répression ottomane, à la destruction de monastères et aux violences contre la population civile non musulmane, les Serbes chrétiens et leurs chefs religieux, conduits par le patriarche de Serbie Arsenije III Crnojević, appuyés par les Autrichiens en 1689 puis, en 1737, sous la direction du patriarche Arsenije IV Jovanović Šakabenta (Arsenije IV), ont décidé de réagir en se lançant successivement dans la grande migration de 1690 et dans la grande migration de 1737.
Comme, pendant la Grande guerre turque, les régions septentrionales du patriarcat étaient passées sous la domination de la monarchie de Habsbourg, les éparchies serbes de ces régions ont été réorganisées pour former la métropole de Krušedol (1708) ; cette circonscription ecclésiastique est restée sous la juridiction du Patriarcat de Serbie. En 1713, le siège de la métropole a été transféré à Sremski Karlovci.
Les soulèvements successifs et l'implication des patriarches serbes dans des activités jugées « anti-ottomanes » ont discrédité le patriarcat aux yeux des autorités turques. Les Turcs ont alors favorisé politiquement des Grecs plus sûrs pour gérer les éparchies serbes et même le trône patriarcal de Peć. À la même époque, après 1752, des querelles internes ont surgi parmi les personnalités importantes du patriarcat serbe, notamment à cause de rivalités constantes avec les Grecs qui prétendaient au trône patriarcal. Finalement, en 1766, le Patriarcat serbe Peć a été aboli par le sultan Moustafa III (1757-1774). La totalité du territoire du patriarcat qui se trouvait sous l'autorité des Ottomans a été placée sous la juridiction ecclésiastique du Patriarcat œcuménique de Constantinople,. Le trône de Peć a été supprimé et les 11 éparchies serbes restantes ont été transférées au trône de Constantinople.

## Musulmans (sunnites)
Il existe également une communauté musulmane d'environ 180 000 personnes principalement concentrée dans la région du Sandžak (de Serbie et du Monténégro).
L'identité des musulmans dans les Sandjak de Novipazar et Sandjak de Smederevo est divisée, certains se disent Bosniaques, d'autres Musulmans (nationalité) (musulmans serbes (en), Slaves musulmans), Albanais de Serbie, Gorans, Xoraxanes.

## Catholiques romains
La communauté catholique est représentée par une minorité hongroise de 293 299 personnes, au nord de la Voïvodine.

## Communauté juive
Les premiers Juifs arrivent sur le territoire de l'actuelle République de Serbie à l'époque de l'Empire romain. Mais les communautés juives des Balkans ne prennent de l'importance qu'à la fin du XVe siècle, lorsque les Juifs, fuyant l'Inquisition en Espagne et au Portugal, trouvent refuge dans les régions contrôlées par les Ottomans et notamment en Serbie, alors en grande partie sous domination turque. Les communautés s'y développent jusqu'à la Première Guerre mondiale, mais elles ont été presque complètement anéanties dans la Shoah de la Seconde Guerre mondiale. La communauté juive de Serbie compte actuellement moins de 800 membres.

## Repères 2020
Pour une population d'approximativement 7 000 000 de citoyens en Serbie en 2020 :
- Christianisme en Serbie (en) (80-90 %), Christianisme en Serbie (rubriques)
  - Orthodoxie en Serbie (en) (70-84,8 %), Orthodoxie en Serbie (rubriques)
    - Liste des saints de l'Église orthodoxe serbe
    - Église orthodoxe serbe, Église orthodoxe serbe (rubriques)
    - Monastères orthodoxes de Serbie, dont ceux de la montagne insulaire de Fruška gora (Syrmie serbe)

  - Église catholique en Serbie (4,5 %), Catholicisme en Serbie (rubriques)
    - Conférence épiscopale internationale des saints Cyrille et Méthode
    - Église grecque-catholique serbo-monténégrine, Éparchie Saint-Nicolas de Ruski Krstur des Byzantins
    - Couvents, monastères, églises, chapelles, croix

  - Protestantisme en Serbie (en) (1..5 %), Protestantisme en Serbie (rubriques) (une vingtaine d'obédiences)
    - Église chrétienne réformée de Serbie, calviniste, de la minorité magyarophone
    - Église évangélique slovaque de la confession d'Augsbourg en Serbie
    - Église évangélique slovaque et maison paroissiale à Bački Petrovac
    - Église chrétienne apostolique (nazaréene) (néo-baptiste)
    - Église réformée de Vrbas calviniste (bâtiment)
    - Néoapostolisme, Église néo-apostolique
- Autres spiritualités
  - Islam en Serbie[14] (3..4 %, (280 000-500 000)
  - Judaïsme en Serbie (1400-2500)
    - Histoire des Juifs en Serbie, Musée historique juif de Belgrade, Shoah en Serbie (sous occupation allemande)

  - Rodnovérie (Congrès européen des religions ethniques), Néopaganisme slave, Association of Rodnovers of Serbia "Staroslavci" (Serbian: Удружење родноверних Србије "Старославци")
  - Zapis, arbres sacrés, coutume pré-chrétienne christianisée
- Autres
  - Irréligion (3-5 %), agnosticisme, athéisme, indifférence, prudence…
  - Liberté de religion en Serbie (en)
  - Philotheos (journal) (en)
  - Jedi census phenomenon (en)